# AHL 1963/64
Die Saison 1963/64 war die 28. reguläre Saison der American Hockey League (AHL). Während der regulären Saison bestritten die neun Teams der Liga jeweils 72 Spiele. Die sechs besten Mannschaften der AHL spielten anschließend in einer Play-off-Runde um den Calder Cup.

## Reguläre Saison

### Abschlusstabellen
Abkürzungen: GP = Spiele, W = Siege, L = Niederlagen, T = Unentschieden, OTL = Niederlage nach Overtime, GF = Erzielte Tore, GA = Gegentore, Pts = Punkte

Erläuterungen: In Klammern befindet sich die Platzierung innerhalb der Conference;       = Playoff-Qualifikation,       = Division-Sieger,       = Conference-Sieger

#### Reguläre Saison
| East Division       | GP | W  | L  | T | GF  | GA  | Pts |
| ------------------- | -- | -- | -- | - | --- | --- | --- |
| As de Québec        | 72 | 41 | 30 | 1 | 258 | 225 | 83  |
| Hershey Bears       | 72 | 36 | 31 | 5 | 236 | 249 | 77  |
| Providence Reds     | 72 | 32 | 35 | 5 | 248 | 239 | 69  |
| Baltimore Clippers  | 72 | 32 | 37 | 3 | 200 | 220 | 67  |
| Springfield Indians | 72 | 23 | 44 | 5 | 238 | 292 | 51  |

| West Division       | GP | W  | L  | T | GF  | GA  | Pts |
| ------------------- | -- | -- | -- | - | --- | --- | --- |
| Pittsburgh Hornets  | 72 | 40 | 29 | 3 | 242 | 196 | 83  |
| Rochester Americans | 72 | 40 | 30 | 2 | 256 | 223 | 82  |
| Cleveland Barons    | 72 | 37 | 30 | 5 | 239 | 207 | 79  |
| Buffalo Bisons      | 72 | 25 | 40 | 7 | 194 | 260 | 57  |

### Beste Scorer
Abkürzungen: GP = Spiele, G = Tore, A = Assists, Pts = Punkte, +/- = Plus/Minus, PIM = Strafminuten; Fett: Saisonbestwert
| Spieler         | Team                | GP | G  | A  | Pts | PIM |
| --------------- | ------------------- | -- | -- | -- | --- | --- |
| Gerry Ehman     | Rochester Americans | 66 | 36 | 49 | 85  | 26  |
| Bronco Horvath  | Rochester Americans | 70 | 25 | 59 | 84  | 28  |
| Brian Kilrea    | Springfield Indians | 72 | 22 | 61 | 83  | 28  |
| Willie Marshall | Providence Reds     | 72 | 33 | 50 | 83  | 18  |
| Cleland Mortson | Quebec Aces         | 71 | 28 | 55 | 83  | 122 |
| Art Stratton    | Pittsburgh Hornets  | 66 | 17 | 65 | 82  | 29  |
| Wayne Hicks     | Quebec Aces         | 70 | 36 | 42 | 78  | 30  |
| Fred Glover     | Cleveland Barons    | 69 | 26 | 50 | 76  | 155 |
| Bill Sweeney    | Springfield Indians | 72 | 25 | 48 | 73  | 18  |
| Len Lunde       | Buffalo Bisons      | 72 | 30 | 43 | 73  | 38  |

## Calder-Cup-Playoffs

### Modus
Für die Play-offs qualifizierten sich die sechs besten Mannschaften der American Hockey League. In der ersten Play-off-Runde traf jeweils der Zweite der Eastern bzw. Western Division auf den Dritten und die beiden Divisionsgewinner trafen aufeinander. Die beiden Sieger aus den Duellen der Mannschaften auf den Plätzen zwei und drei trafen daraufhin in der zweiten Runde aufeinander, während der Gewinner aus dem Duell der beiden Divisionsgewinner durch ein Freilos automatisch für das Finale qualifiziert war. Die erste Play-off-Runden fand im Modus Best-of-Three statt, wobei die beiden Divisionsgewinner im Modus Best-of-Seven um die Finalteilnahme spielten. Die zweite Play-off-Runde fand im Modus Best-of-Five statt. Das Finale selbst wurde hingegen im Modus Best-of-Seven ausgespielt.

### Play-off-Übersicht

#### Erste Runde
- (E1) As de Québec - (W1) Pittsburgh Hornets 4:1
- (E2) Hershey Bears - (E3) Providence Reds 2:1
- (W3) Cleveland Barons - (W2) Rochester Americans 2:0

#### Zweite Runde
- (E1) Freilos für die As de Québec
- (W3) Cleveland Barons - (E2) Hershey Bears 3:0

#### Finale
- (W3) Cleveland Barons - (E1) As de Québec 4:0

### Calder-Cup-Sieger
| Calder-Cup-Sieger Cleveland Barons | Torhüter: Jean-Guy Morrissette Verteidiger: Ted Harris, Jim Holdaway, Dick Mattiussi, Jim Mikol, Larry Zeidel Angreifer: Ron Attwell, Ray Brunel, Bob Ellett, Fred Glover, Cecil Hoekstra, Ray Kinasewich, Bill Needham, Len Ronson, Guy Rousseau, Joe Szura Cheftrainer: Fred Glover General Manager: Jack Gordon |

## Vergebene Trophäen

### Mannschaftstrophäen
| Auszeichnung                                                            | Team               |
| ----------------------------------------------------------------------- | ------------------ |
| Calder Cup Gewinner der AHL-Playoffs                                    | Cleveland Barons   |
| F. G. „Teddy“ Oke Trophy Bestes Team der East Division, Reguläre Saison | As de Québec       |
| John D. Chick Trophy Bestes Team der West Division, Reguläre Saison     | Pittsburgh Hornets |

### Individuelle Trophäen
| Auszeichnung                                                                  | Spieler       | Team                |
| ----------------------------------------------------------------------------- | ------------- | ------------------- |
| Les Cunningham Award MVP der regulären Saison                                 | Fred Glover   | Cleveland Barons    |
| John B. Sollenberger Trophy Bester Scorer                                     | Gerry Ehman   | Rochester Americans |
| Dudley „Red“ Garrett Memorial Award Bester Rookie                             | Roger Crozier | Pittsburgh Hornets  |
| Eddie Shore Award Bester Verteidiger                                          | Ted Harris    | Cleveland Barons    |
| Harry „Hap“ Holmes Memorial Award Torhüter mit dem geringsten Gegentorschnitt | Roger Crozier | Pittsburgh Hornets  |